# Peter Thomsen
Peter Thomsen (n. 4 aprilie 1961, Flensburg, Republica Federală Germania, Germania) este un sportiv german, medaliat olimpic. A participat la 2 ediții ale Jocurilor Olimpice (2008, 2012) în care a câștigat două medalii de aur.